# Mia Hamm
Mariel Margaret ("Mia") Hamm-Garciaparra (Selma (Alabama), 17 maart 1972) is een Amerikaans voormalig voetbalspeelster. Ze heeft veel respect verdiend van voetbalexperts en had vele fans in de VS. Hamm speelde zeventien jaar in het nationale elftal. Nadat ze was gestopt, werd ze de beste vrouwelijke voetballer ooit genoemd, omdat ze twee keer speler van het jaar was geworden (in 2001 en 2002). Een jaar na de afsluiting van haar carrière is dit record echter verbroken door de Duitse Birgit Prinz, die won in 2003, 2004 en 2005.

## Familie
Hamm werd geboren in Alabama en is een van de vier dochters van een luchtmachtpiloot. Zij leefde op verscheidene plaatsen voordat haar familie verhuisde naar Wichita Falls in Texas. Haar ouders adopteerden later twee jongens onder wie de oudere Garrett. Hij stimuleerde haar interesses in de sport. Garrett stierf in 1996 aan een botziekte. Hamm is getrouwd met de honkbalspeler Nomar Garciaparra van de Los Angeles Dodgers.

## Carrière

### Vroegere jaren
Toen Hamm twaalf was, speelde ze voetbal in het schoolteam, maar ze speelde het niet vaak. Later verhuisde ze naar Nothern Virginia om haar highschool af te sluiten aan de Lake Braddock Secondary School. Ze woonde daar eerst bij familie, de rest van de familie volgde haar een jaar later. Ze was de jongste speelster ooit, met haar vijftien jaar, op de University of Carolina at Chapel Hill. Hier werd zij 'Jordan' genoemd, naar een andere sporter van deze universiteit Michael Jordan. Zij hielp mee aan vier overwinningen van de universiteit in vijf jaar (ze deed niet mee in 1991 om zich te concentreren op de wereldkampioenschappen in China). Ze werd de laatste drie jaar gekozen tot beste speler van de vrouwelijke voetbalspelers.

### Latere jaren
In 1991 won Hamm met haar teamleden de eerste wereldtitel uit de geschiedenis. Ze deed dit met spelers als Michelle Akers, Brandi Chastain, Joy Fawcett en Kristine Lilly. Hamm werd de jongste Amerikaanse die de wereldbeker won; ze was destijds nog maar negentien.
In 1993 was Hamm lid van het nationale schoolteam. Ze verloren tegen China in de finale en kregen de zilveren medaille. Ze werd topscorer met zes goals. Toen ze haar school verliet had ze een record, met 103 goals, 72 assists en in totaal 278 punten.
Ze kreeg talrijke prijzen tijdens haar carrière als voetbalster. Onder andere won ze vijf jaar op een rij (1994-1998) de prijs van de beste vrouwelijke voetballer van de VS. Ook kwam ze voor in de lijst van vijftig mooiste mensen, door People Magazine in 1997. Ze won drie keer op rij een ESPY-prijs, eenmaal voor voetballer van het jaar en de andere twee voor sportster van het jaar.
In 1996, wonnen Hamm en de rest van het nationale team van de Verenigde Staten de gouden medaille tijdens de Olympische Zomerspelen van 1996. De wedstrijd werd bekeken door 80.000 toeschouwers in Athens in Georgia. Dat was toen het record voor de meeste toeschouwers bij een vrouwenwedstrijd. Hamm en haar teamleden versloegen China en wonnen de gouden medaille.
In 1999 noemde Nike het grootste gebouw van hun campus naar Hamm. Datzelfde jaar wonnen Hamm en haar teamleden de wereldcup. Deze wedstrijd werd door meer mensen bekeken dan de olympische finale in Atlanta. Meer dan 90.000 mensen bekeken deze wedstrijd in de Rose Bowl.
In 1999 begon Hamm ook de Mia Foundation, ze gaf geld aan botonderzoek en hielp het opzetten van sportprogramma's voor vrouwen. Ze werd geïnspireerd voor sport door haar adoptiebroer Garrett. Hij stierf kort na de Olympische Spelen in 1996 aan een botaandoening.
Ze trouwde eerst met Christiaan Corry in 1994. Ze waren echter allebei vaak afwezig, hij was een marinepiloot, zij moest vaak wedstrijden spelen. Ze scheidden in 2001. Op 22 november 2003 trouwden Hamm en honkbalspeler Norman Garciaparra in Santa Barbara in Californië. Op 14 mei 2004 maakte ze haar stop bekend na de Olympische Zomerspelen van 2004. Ze wilde graag een gezin stichten met Garciaparra. Aan het eind van haar carrière genoot ze ervan veel fans te ontmoeten, voornamelijk jonge meisjes.
In maart 2004, Hamm en voormalig teamlid van het nationale team Michelle Akers waren de enige twee vrouwen en de enige twee Amerikanen die voor kwamen op de FIFA 100, een lijst van de 125 beste levende voetballers, geselecteerd door Pelé en daarbij bijgestaan door de FIFA voor hun honderdste verjaardag.
In een vriendschappelijke wedstrijd tegen Australië op 21 juni 2004 scoorde Hamm haar 150e internationale goal. Ze hield dit record lang voor elke speler, man of vrouw. Deze wedstrijd was ook haar 259ste internationale uitkomen, alleen haar teamlid Kristine Lilly kwam vaker uit in een internationale wedstrijd.
Ze hielp haar team naar de gouden medaille op de Olympische Spelen in 2004. Ze werd ook gekozen om de Amerikaanse vlag te dragen bij het afsluiten van deze Spelen. Na de Olympische Spelen deden Hamm en haar teamleden een afscheidstour, deze werd afgesloten op 8 december 2004 tegen Mexico. In deze wedstrijd, die de Verenigde Staten wonnen met 5-0, maakte Hamm twee assists. Tijdens de rust wisselde ze haar shirt, één met 'Hamm' achterop werd één met 'Garciaparra' achterop. Hamm sloot haar carrière af met 158 internationale doelpunten, toentertijd meer dan vijftig meer dan enige andere speler (man of vrouw). Ze maakte 276 assists, tweede achter Kristine Lilly.